# Zatrichodes
Zatrichodes är ett släkte av fjärilar. Zatrichodes ingår i familjen praktmalar, Oecophoridae.
Kladogram enligt Catalogue of Life:
| Zatrichodes | \| \| Zatrichodes horrifica \| \| \| \| \| \| Zatrichodes thyrsota \| \| \| \| |
|             | \| \| Zatrichodes horrifica \| \| \| \| \| \| Zatrichodes thyrsota \| \| \| \| |
|             | Zatrichodes horrifica                                                          |
|             |                                                                                |
|             | Zatrichodes thyrsota                                                           |
|             |                                                                                |